# 史蒂夫·柯尔特
R·史蒂文·柯尔特（英語：R. Steven Colter，1962年7月24日—），美国NBA联盟职业篮球运动员。他在1984年的NBA选秀中第2轮第33顺位被波特兰开拓者选中。